# Grand Prix Formule 1 van Groot-Brittannië 2024
De Grand Prix Formule 1 van Groot-Brittannië 2024 werd verreden op 7 juli op het Silverstone Circuit bij Silverstone. Het was de twaalfde race van het seizoen. 

## Vrije trainingen

### Uitslagen
- Enkel de top vijf wordt weergegeven.

| Vrije training 1 | Pos. | Nr. | Coureur          | Constructeur               | Tijd     |
| ---------------- | ---- | --- | ---------------- | -------------------------- | -------- |
| Vrije training 1 | 1    | 4   | Lando Norris     | McLaren-Mercedes           | 1:27.420 |
| Vrije training 1 | 2    | 18  | Lance Stroll     | Aston Martin-Mercedes      | 1:27.554 |
| Vrije training 1 | 3    | 81  | Oscar Piastri    | McLaren-Mercedes           | 1:27.631 |
| Vrije training 1 | 4    | 1   | Max Verstappen   | Red Bull Racing-Honda RBPT | 1:27.729 |
| Vrije training 1 | 5    | 63  | George Russell   | Mercedes                   | 1:27.738 |
| Vrije training 2 | Pos. | Nr. | Coureur          | Constructeur               | Tijd     |
| Vrije training 2 | 1    | 4   | Lando Norris     | McLaren-Mercedes           | 1:26.549 |
| Vrije training 2 | 2    | 81  | Oscar Piastri    | McLaren-Mercedes           | 1:26.880 |
| Vrije training 2 | 3    | 11  | Sergio Pérez     | Red Bull Racing-Honda RBPT | 1:26.983 |
| Vrije training 2 | 4    | 27  | Nico Hülkenberg  | Haas-Ferrari               | 1:26.990 |
| Vrije training 2 | 5    | 16  | Charles Leclerc  | Ferrari                    | 1:27.150 |
| Vrije training 3 | Pos. | Nr. | Coureur          | Constructeur               | Tijd     |
| Vrije training 3 | 1    | 63  | George Russell   | Mercedes                   | 1:37.529 |
| Vrije training 3 | 2    | 44  | Lewis Hamilton   | Mercedes                   | 1:37.564 |
| Vrije training 3 | 3    | 4   | Lando Norris     | McLaren-Mercedes           | 1:37.714 |
| Vrije training 3 | 4    | 55  | Carlos Sainz jr. | Ferrari                    | 1:38.139 |
| Vrije training 3 | 5    | 1   | Max Verstappen   | Red Bull Racing-Honda RBPT | 1:38.393 |

Testcoureurs in vrije training 1:

 Oliver Bearman (Haas-Ferrari) reed in plaats van Kevin Magnussen. Hij reed een tijd van 1:28.536 en werd daarmee veertiende.

 Jack Doohan (Alpine-Renault) reed in plaats van Pierre Gasly. Hij reed een tijd van 1:28.735 en werd daarmee zeventiende.

 Franco Colapinto (Williams) reed in plaats van Logan Sargeant. Hij reed een tijd van 1:29.078 en werd daarmee achttiende.

 Isack Hadjar (Red Bull Racing-Honda RBPT) reed in plaats van Sergio Pérez. Hij reed een tijd van 1:29.270 en werd daarmee negentiende.

## Kwalificatie
George Russell behaalde de derde pole position in zijn carrière.
| Pos.                      | Nr. | Coureur          | Constructeur               | Kwalificatietijden | Kwalificatietijden | Kwalificatietijden | Grid   |
| Pos.                      | Nr. | Coureur          | Constructeur               | Q1                 | Q2                 | Q3                 | Grid   |
| ------------------------- | --- | ---------------- | -------------------------- | ------------------ | ------------------ | ------------------ | ------ |
| 1                         | 63  | George Russell   | Mercedes                   | 1:30.106           | 1:26.723           | 1:25.819           | 1      |
| 2                         | 44  | Lewis Hamilton   | Mercedes                   | 1:29.547           | 1:26.770           | 1:25.990           | 2      |
| 3                         | 4   | Lando Norris     | McLaren-Mercedes           | 1:31.596           | 1:26.559           | 1:26.030           | 3      |
| 4                         | 1   | Max Verstappen   | Red Bull Racing-Honda RBPT | 1:31.342           | 1:26.796           | 1:26.203           | 4      |
| 5                         | 81  | Oscar Piastri    | McLaren-Mercedes           | 1:30.895           | 1:26.733           | 1:26.237           | 5      |
| 6                         | 27  | Nico Hülkenberg  | Haas-Ferrari               | 1:31.929           | 1:26.847           | 1:26.338           | 6      |
| 7                         | 55  | Carlos Sainz jr. | Ferrari                    | 1:30.557           | 1:26.843           | 1:26.509           | 7      |
| 8                         | 18  | Lance Stroll     | Aston Martin-Mercedes      | 1:31.410           | 1:26.938           | 1:26.585           | 8      |
| 9                         | 23  | Alexander Albon  | Williams-Mercedes          | 1:31.135           | 1:26.933           | 1:26.640           | 9      |
| 10                        | 14  | Fernando Alonso  | Aston Martin-Mercedes      | 1:31.264           | 1:26.730           | 1:26.917           | 10     |
| 11                        | 16  | Charles Leclerc  | Ferrari                    | 1:30.496           | 1:27.097           |                    | 11     |
| 12                        | 2   | Logan Sargeant   | Williams-Mercedes          | 1:31.608           | 1:27.175           |                    | 12     |
| 13                        | 22  | Yuki Tsunoda     | RB-Honda RBPT              | 1:30.994           | 1:27.269           |                    | 13     |
| 14                        | 24  | Zhou Guanyu      | Kick Sauber-Ferrari        | 1:31.190           | 1:27.867           |                    | 14     |
| 15                        | 3   | Daniel Ricciardo | RB-Honda RBPT              | 1:31.291           | 1:27.949           |                    | 15     |
| 16                        | 77  | Valtteri Bottas  | Kick Sauber-Ferrari        | 1:32.431           |                    |                    | 16     |
| 17                        | 20  | Kevin Magnussen  | Haas-Ferrari               | 1:32.905           |                    |                    | 17     |
| 18                        | 31  | Esteban Ocon     | Alpine-Renault             | 1:34.557           |                    |                    | 18     |
| 19                        | 11  | Sergio Pérez     | Red Bull Racing-Honda RBPT | 1:38.348           |                    |                    | Pit *1 |
| 20                        | 10  | Pierre Gasly     | Alpine-Renault             | 1:39.804           |                    |                    | 19 *2  |
| Q1 107% tijd: 1:35.815 *3 |     |                  |                            |                    |                    |                    |        |
| Bron: formula1.com        |     |                  |                            |                    |                    |                    |        |

*1 Sergio Pérez moest vanuit de pit starten omdat er aan zijn wagen is gewerkt onder Parc fermé condities.

*2 Pierre Gasly moest achteraan starten voor overschrijden van het quota motoronderdelen. Hij eindigde de kwalificatie als laatste.

*3 Omdat de eerste kwalificatiesessie op een nat circuit verreden werd, was de 107%-regel niet van toepassing.

## Wedstrijd
Lewis Hamilton behaalde de honderdvierde Grand Prix-overwinning in zijn carrière.
| Pos.               | Nr. | Coureur          | Constructeur               | Rondes | Tijd / Oorzaak Uitval | Grid | Punten |
| ------------------ | --- | ---------------- | -------------------------- | ------ | --------------------- | ---- | ------ |
| 1                  | 44  | Lewis Hamilton   | Mercedes                   | 52     | 1:22:27.059           | 2    | 25     |
| 2                  | 1   | Max Verstappen   | Red Bull Racing-Honda RBPT | 52     | +1.465                | 4    | 18     |
| 3                  | 4   | Lando Norris     | McLaren-Mercedes           | 52     | +7.547                | 3    | 15     |
| 4                  | 81  | Oscar Piastri    | McLaren-Mercedes           | 52     | +12.429               | 5    | 12     |
| 5                  | 55  | Carlos Sainz jr. | Ferrari                    | 52     | +47.318               | 7    | 11 S   |
| 6                  | 27  | Nico Hülkenberg  | Haas-Ferrari               | 52     | +55.722               | 6    | 8      |
| 7                  | 18  | Lance Stroll     | Aston Martin-Mercedes      | 52     | +56.569               | 8    | 6      |
| 8                  | 14  | Fernando Alonso  | Aston Martin-Mercedes      | 52     | +1:03.577             | 10   | 4      |
| 9                  | 23  | Alexander Albon  | Williams-Mercedes          | 52     | +1:08.387             | 9    | 2      |
| 10                 | 22  | Yuki Tsunoda     | RB-Honda RBPT              | 52     | +1:19.303             | 13   | 1      |
| 11                 | 2   | Logan Sargeant   | Williams-Mercedes          | 52     | +1:28.960             | 12   |        |
| 12                 | 20  | Kevin Magnussen  | Haas-Ferrari               | 52     | +1:30.153             | 17   |        |
| 13                 | 3   | Daniel Ricciardo | RB-Honda RBPT              | 51     | +1 ronde              | 15   |        |
| 14                 | 16  | Charles Leclerc  | Ferrari                    | 51     | +1 ronde              | 11   |        |
| 15                 | 77  | Valtteri Bottas  | Kick Sauber-Ferrari        | 51     | +1 ronde              | 16   |        |
| 16                 | 31  | Esteban Ocon     | Alpine-Renault             | 50     | +2 rondes             | 18   |        |
| 17                 | 11  | Sergio Pérez     | Red Bull Racing-Honda RBPT | 50     | +2 rondes             | Pit  |        |
| 18                 | 24  | Zhou Guanyu      | Kick Sauber-Ferrari        | 50     | +2 rondes             | 14   |        |
| DNF                | 63  | George Russell   | Mercedes                   | 33     | Waterdruk             | 1    |        |
| DNS                | 10  | Pierre Gasly     | Alpine-Renault             | 0      | Versnellingsbak       | – *1 |        |
| Bron: formula1.com |     |                  |                            |        |                       |      |        |

S Carlos Sainz jr. reed voor de vierde keer in zijn carrière een snelste ronde en behaalde hiermee een extra punt.

*1 Pierre Gasly startte de race niet en reed na de opwarmronde de pitstraat in vanwege een probleem met de versnellingsbak. Zijn plaats op de grid bleef leeg.

## Tussenstanden wereldkampioenschap
Betreft tussenstanden voor het wereldkampioenschap na afloop van de race.

### Coureurs
| Pos. | Nr. | Coureur          | Constructeur               | Punten |
| ---- | --- | ---------------- | -------------------------- | ------ |
| 1    | 1   | Max Verstappen   | Red Bull Racing-Honda RBPT | 255    |
| 2    | 4   | Lando Norris     | McLaren-Mercedes           | 171    |
| 3    | 16  | Charles Leclerc  | Ferrari                    | 150    |
| 4    | 55  | Carlos Sainz jr. | Ferrari                    | 146    |
| 5    | 81  | Oscar Piastri    | McLaren-Mercedes           | 124    |
| 6    | 11  | Sergio Pérez     | Red Bull Racing-Honda RBPT | 118    |
| 7    | 63  | George Russell   | Mercedes                   | 111    |
| 8    | 44  | Lewis Hamilton   | Mercedes                   | 110    |
| 9    | 14  | Fernando Alonso  | Aston Martin-Mercedes      | 45     |
| 10   | 18  | Lance Stroll     | Aston Martin-Mercedes      | 23     |
| 11   | 27  | Nico Hülkenberg  | Haas-Ferrari               | 22     |
| 12   | 22  | Yuki Tsunoda     | RB-Honda RBPT              | 20     |
| 13   | 3   | Daniel Ricciardo | RB-Honda RBPT              | 11     |
| 14   | 38  | Oliver Bearman   | Ferrari                    | 6      |
| 15   | 10  | Pierre Gasly     | Alpine-Renault             | 6      |
| 16   | 20  | Kevin Magnussen  | Haas-Ferrari               | 5      |
| 17   | 23  | Alexander Albon  | Williams-Mercedes          | 4      |
| 18   | 31  | Esteban Ocon     | Alpine-Renault             | 3      |
| 19   | 24  | Zhou Guanyu      | Kick Sauber-Ferrari        | 0      |
| 20   | 2   | Logan Sargeant   | Williams-Mercedes          | 0      |
| 21   | 77  | Valtteri Bottas  | Kick Sauber-Ferrari        | 0      |

### Constructeurs
| Pos. | Constructeur               | Punten |
| ---- | -------------------------- | ------ |
| 1    | Red Bull Racing-Honda RBPT | 373    |
| 2    | Ferrari                    | 302    |
| 3    | McLaren-Mercedes           | 295    |
| 4    | Mercedes                   | 221    |
| 5    | Aston Martin-Mercedes      | 68     |
| 6    | RB-Honda RBPT              | 31     |
| 7    | Haas-Ferrari               | 27     |
| 8    | Alpine-Renault             | 9      |
| 9    | Williams-Mercedes          | 4      |
| 10   | Kick Sauber-Ferrari        | 0      |